# Szállítási szerződés
A polgári jogban a szállítási szerződés egy halasztott adásvételi szerződés, amely alapján a szállító köteles a szerződésben meghatározott dolgot a kikötött későbbi időpontban vagy időszakban a megrendelőnek átadni, a megrendelő pedig köteles a dolgot átvenni és az árát megfizetni.
A szállítási szerződés a magyar szocialista polgári jog egyik leginkább emblematikus, legsajátosabb jogintézménye volt. A 2013. évi V. törvény a szállítási szerződést már nem nevesíti az egyes szerződések között.

## Története
„A szállítási szerződés első formája a magyar jogban 1948-ban, az államosítások lezárultával és a tervgazdaságra való áttéréssel, a korabeli felfogás szerint a szovjet jogintézmények (a szocialista vállalatok között kötött gazdasági szerződések és a közigazgatási jellegű döntőbíráskodás) szisztematikus átvétele részeként jelent meg: először a hetvenes évek jogirodalma mutatott rá azokra a hazai szerződési jogi előzményekre, melyekre e korai szabályozás támaszkodhatott. Maga a szállítási szerződés, mint jogi műszó A Gazdasági Főtanács Az állami külkereskedelmi és belkereskedelmi vállalatok szállítási szerződéseiről szóló 2.590/1948. G.F. határozatának címében tűnt fel: még nem önálló szerződéstípust jelölt, hanem a hazai termelő vállalatok, a MOSZK (Magyar Országos Szövetkezeti Központ) és más felvásárló szervezetek az állami külkereskedelmi vállalatokkal való szerződéses kapcsolataiban kötbér kötelező kikötése melletti szerződéskötési kötelezettséget.”

"A szállítási szerződések és a direkt gazdaságirányítási rendszer összefüggéseinek néhány problémája" címen már 1975-ben írt egy dolgozatot Tóthné Fábián Eszter. 
Szállítási szerződést 1987 előtt csak gazdálkodó szervezetek köthettek egymással, azóta azonban mind a szállító, mind pedig a megrendelő pozíciójában állhat természetes személy is, akárcsak az adásvételnél. Ma már az egyetlen elhatárolási szempont a szállítási szerződés és az adásvétel között, hogy szállítási szerződés esetén a dolog átadása egy meghatározott későbbi időpontban történik, azaz nem történhet meg azonnal, de minden szállítási szerződés megköthető adásvételi szerződésként is, mert az adásvételi szerződés is köthető úgy, hogy a dolog meghatározott későbbi időpontban kerül átadásra.

A 2013. évi V. törvény a szállítási szerződést már nem nevesíti az egyes szerződések között.

## Külső hivatkozások
- Nemzeti Jogszabálytár